# Old Bed de Waipawa
La rivière Old Bed of Waipawa  (en anglais : Old Bed of Waipawa River) est un cours d’eau de la région de Hawke's Bay de la Nouvelle-Zélande située dans l’Île du Nord.

## Géographie
Elle s’écoule grossièrement parallèle et un peu au nord de la rivière  Waipawa, qu’elle rencontre à l’est de la ville de Waipawa.
- (en) Land Information New Zealand, « détail emplacement: Old Bed de Waipawa », sur New Zealand Gazetteer